# Comunicare televizuală
Comunicarea televizuală este un mijloc de comunicare socială informativă și distractivă, având ca mijloace televizorul, calculatorul, videoproiectorul etc.

## Istoria comunicării televizuale
Comunicarea televizuală a luat amploare la începutul anilor 1970 când televiziunea avea ca scop al comunicării sarcina de a informa, educa, și distra prin emisiuni de știri și reportaje. Pe la mijlocul anilor 1980 televiziunea devine comercială ținând să micșoreze distanța dintre receptor și instanța televizuală.

## Tipuri de comunicare televizuală
În funcție de utilizarea mesajului se disting următoarele tipuri de comunicare: comunicare informativă, comunicare reproductivă și comunicare distractivă.

### Comunicare informativă
În informare, emițătorul aplică un cod unui mesaj pentru a transmite unui receptor o informație asupra unui referent. Între elementele informării există următoarele tipuri de relații: relația referențială între mesaj și obiect; relația emotivă între mesaj și emițător; relația conativă factică între mesaj și receptor și relația metalingvistică între mesaj și cod.

### Comunicare reproductivă
În forma de comunicare reproductivă, emițătorul aplică mesajului un cod pentru a transmite unui receptor o informație asupra unui referent. Emițătorul utilizează comunicarea pentru a transmite date și coduri pentru a transpune aceste date în semne. Această comunicare include în mesaje, propriile modele ale realității, în acest scop societatea trebuie să mențină codurile constante.

### Comunicare distractivă
În această comunicare referirea la obiecte poate arăta că semnificațiile mesajelor sunt rutine care nu corespund realității. Emițătorul poate folosi mesajele pentru a exprima atitudinile, interesele, valorile sale cu care se confruntă. Atunci când mesajul este disonant, schemele convenționale pe care receptorul le acceptă pentru a interpreta realitatea sunt dezorganizate. Relația dintre mesaj și receptor este disonantă.

## Dezvoltarea comunicării televizuale
În viitor, paralel cu vizionarea grilelor standard], se preconizează crearea de canale personale, posibilitatea de a selecta și înregistra programele preferate și de a le ordona corespunzător orarului personal, canalele dedicate unor arii de interes specific, folosirea canalelor TV pentru video conferințe planificate, programe de învățământ la distanță, livrări de la o secție la alta a producției digitale.